# Diplomonadida
Diplomonadida (del griego "dos unidades") es un grupo de protistas anaerobios flagelados, la mayoría parásitos de vetebrados. Incluye Giardia lamblia, que causa la giardiasis en seres humanos y otros mamíferos, Enteromonas hominis, que parasita el tracto digestivo de humanos y otros mamíferos Spironucleus salmonicida, causante de infección sistémica en salmones. Constituye un orden del filo Fornicata dentro del clado Metamonada y parece cercanamente emparentado con Retortamonadida.

## Morfología

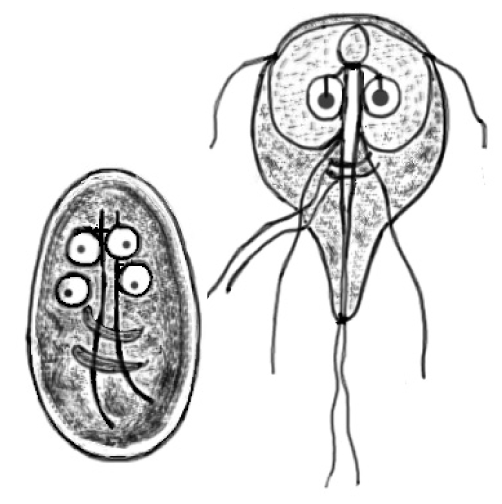
Quiste y trofozoito de Giardia lamblia.

La mayoría de diplomonadida tienen componentes celulares duplicados a cada lado de la célula, cada parte con su núcleo y cuatro flagelos asociados, dispuestos simétricamente con respecto al eje central del cuerpo. Como los retortamonádidos, carecen de mitocondrias y de aparato de Golgi. Sin embargo, se sabe que poseen vestigios de mitocondrias. Mientras que los miembros de la subfamilia Hexamitinae (Ej. Hexamita inflata y S. salmonicida) poseen hidrogenosomas, los miembros de la subfamilia Giardiinae (Ej. Giardia lamblia) possen mitosomas. Mientras que los hidrogenosomas producen hidrógeno molecular y ATP, los mitosomas no se utilizan en la síntesis de ATP. Su única función conocida es su participación en la maduración de los cofactores de hierro-azufre usados por algunas proteinas (función compartida con los hidrogenosomas). La teoría más aceptada hoy en día es que el ancestro de estos organismos poseía mitocondria y que secundariamente esta se ha ido reduciendo en la evolución del linaje.